# مرض القرن الأمامي
مَرض القرن الأمامي (بالإنجليزية: Anterior horn disease)‏ هوَ اضطراب يُؤثر على خلايا القرن الأمامي التي تُشكل جزءاً مِن الحَبل الشوكي، وحيثُ أنَّ القَرن الأمامي يحتوي على الخلايا العَصبية الحَركية التي تُؤثر بشكل أساسي على العضلات المِحورية، وَيختلف تأثيرها تبعاً لِنوع المَرض، ومن الأمثلة على هذه الأمراض: 
- ضمور العضلة الشوكية (مرض فيردنغ هوفمان).
- تصلب جانبي ضموري.
- شلل الأطفال.
- مرض شاركو-ماري-توث.
- ضمور العضلات التدريجي.

## الأعراض
تُعتبر أعراض مرض القَرن الأمامي نَفسها أعراض المَرض المُصاحب لَها.

## المَراجع
1. ↑  معلومات عن مرض القَرن الأمامي. نسخة محفوظة 26 يوليو 2017 على موقع واي باك مشين.